# Mexikanischer Stachelmohn
Der Mexikanische Stachelmohn (Argemone mexicana), auch Teufelsfeige oder Chicalote genannt, ist eine Pflanzenart aus der Gattung Stachelmohn (Argemone) in der Familie der Mohngewächse (Papaveraceae).

## Beschreibung

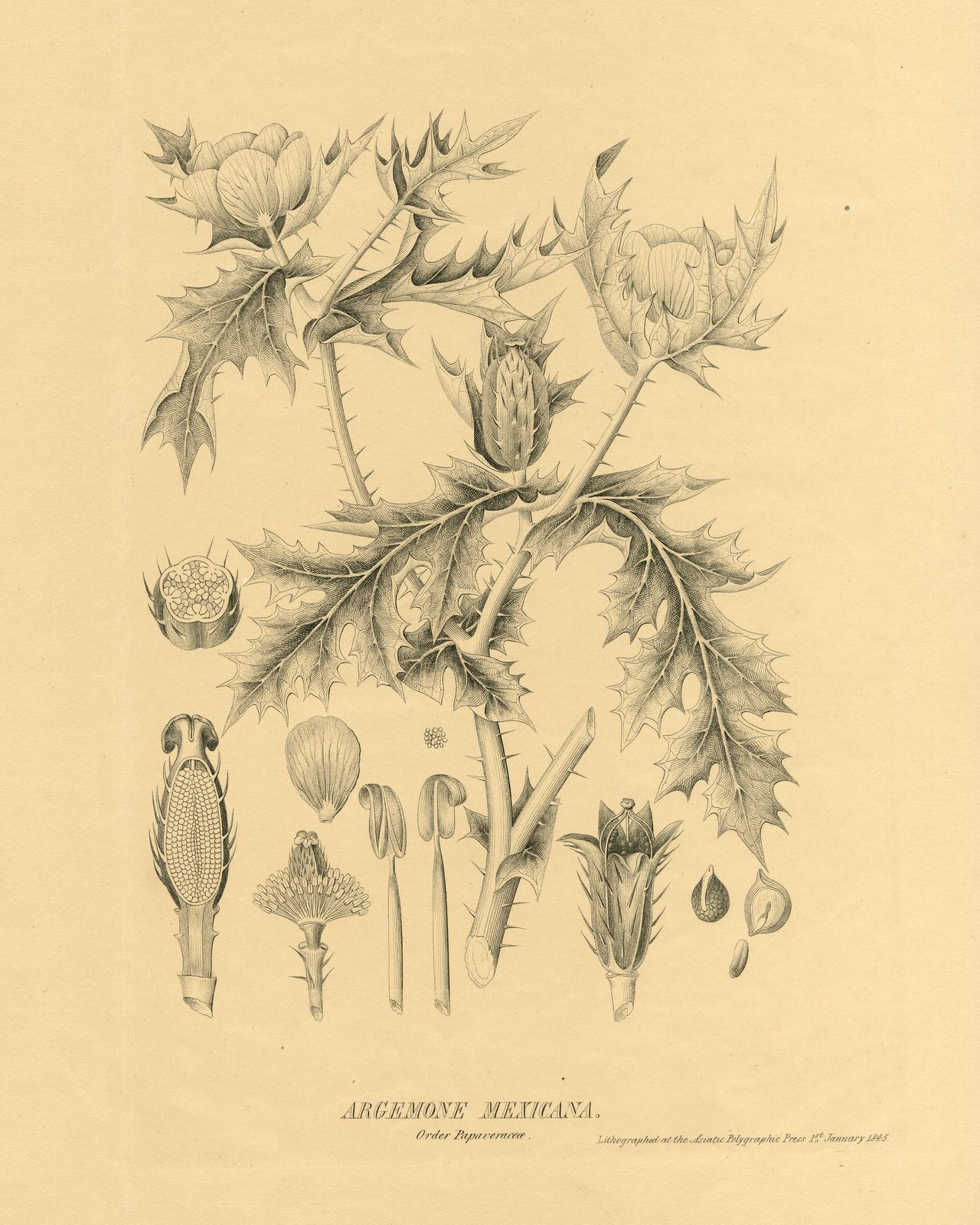
Illustration

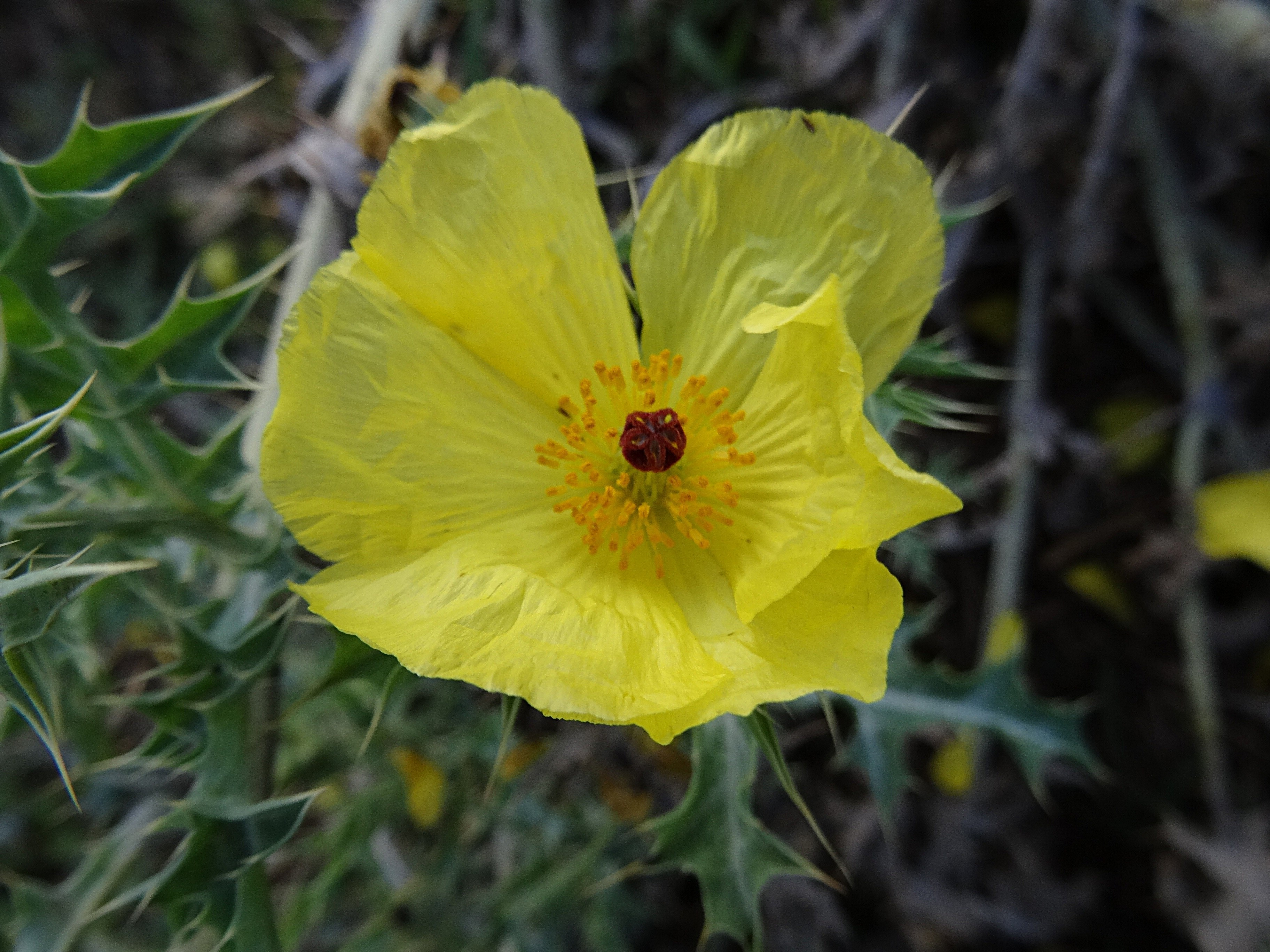
Blüte

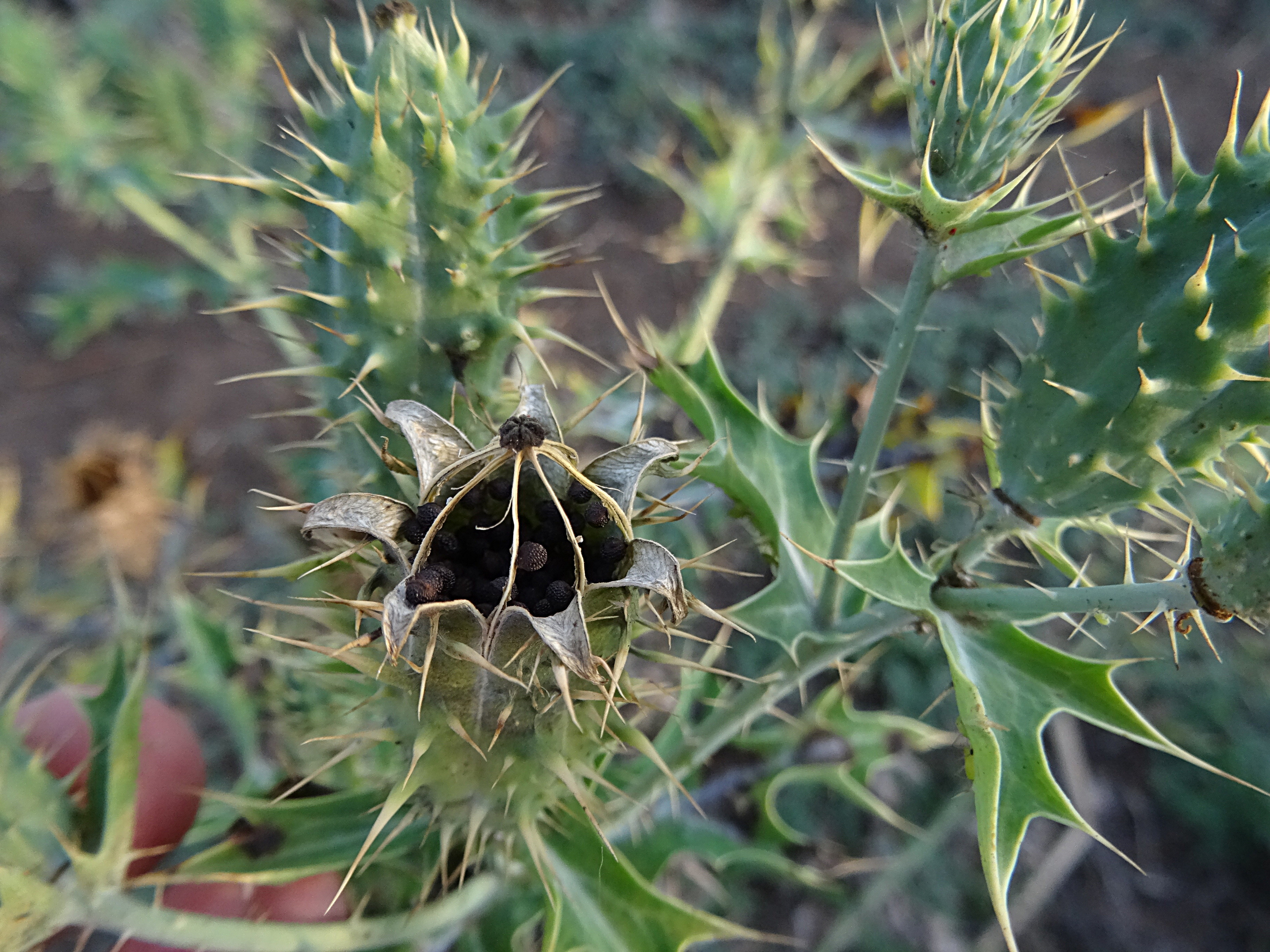
Kapselfrucht und Samen

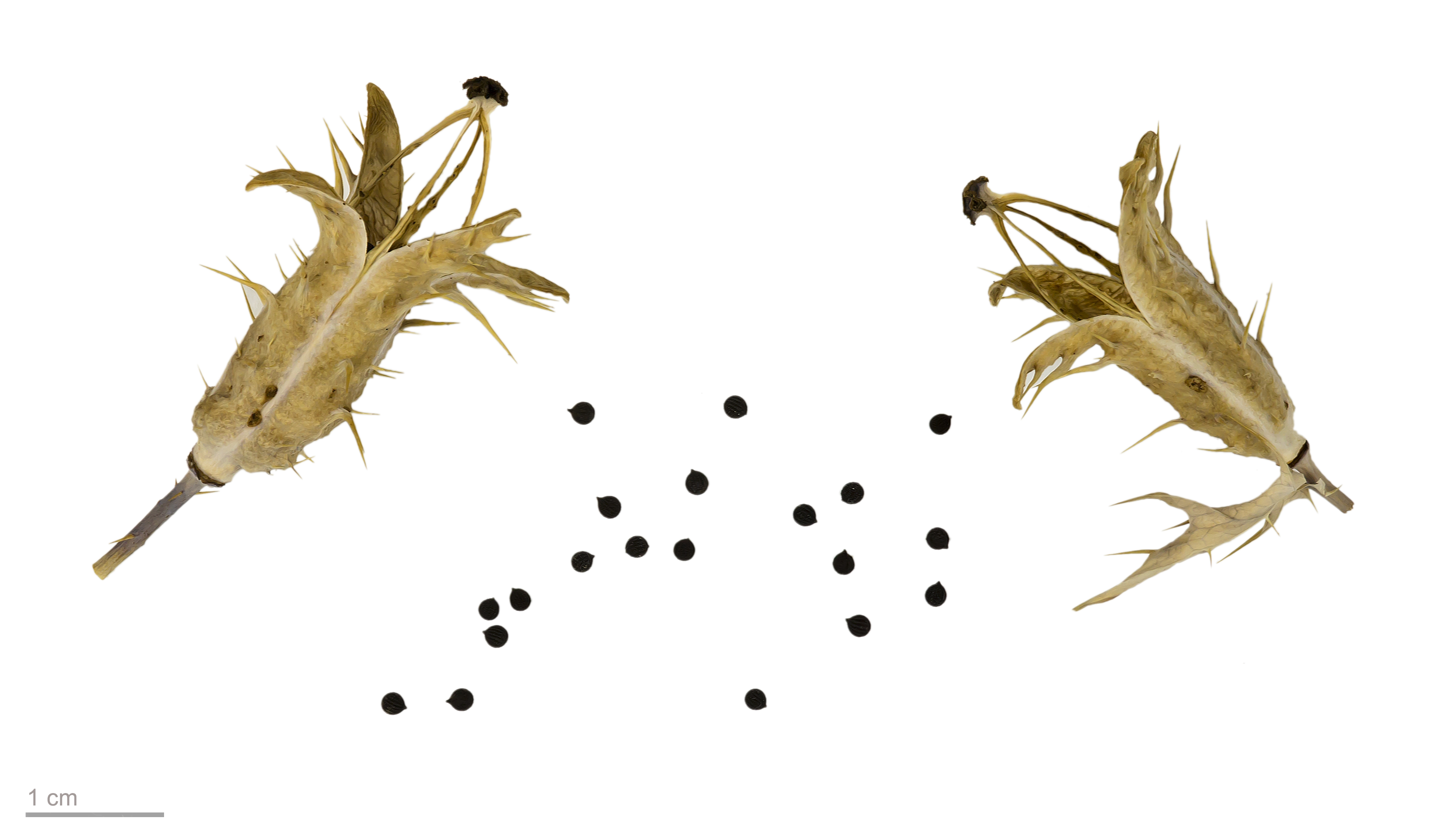
Kapselfrüchte und Samen

### Vegetative Merkmale
Der Mexikanische Stachelmohn ist eine einjährige krautige Pflanze, die Wuchshöhen von 25 bis 100 Zentimetern erreicht. Der Stängel ist mehr oder weniger stachelig.
Die wechselständig und spiralig am Stängel verteilt angeordneten Laubblätter sind sitzend und mehr oder weniger stängelumfassend. Die kahle, graugrüne Blattspreite ist bei einer Länge von 6 bis 20 Zentimetern sowie einer Breite von 3 bis 8 Zentimetern buchtig fiederspaltig. Auf dem Blattrand und auf den weißlichen Blattadern befinden sich Stacheln.

### Generative Merkmale
Die Blüten stehen einzeln oder zu wenigen in einem zymösen Blütenstand. Es sind Deck- und Tragblätter vorhanden. Der Blütenstiel ist nur kurz.
Die zwittrigen Blüten sind radiärsymmetrisch. Die grünen, bespitzten Kelchblätter laufen in ein schmales Horn aus und fallen früh ab. Die Blütenkrone weist einen Durchmesser von 4 bis 7 Zentimetern auf. Die vier bis sechs Kronblätter in zwei Kreisen sind zitronengelb bis orangefarben. Es sind 20 bis 75 Staubblätter vorhanden. Der Fruchtknoten ist oberständig. Der kurze Griffel trägt eine rote, drei- bis sechslappige Narbe.
Die stacheligen, eiförmigen bis länglichen Rahmenkapseln enthalten viele Samen. Sie schwärzlichen Samen sind bei einem Durchmesser von 1 bis 2 Millimetern rundlich und strukturiert sowie kurz bespitzt.
Die Chromosomenzahl beträgt 2n = 28.

## Vorkommen
Der Mexikanische Stachelmohn kommt ursprünglich aus den trockenen Subtropen Mittelamerikas und den karibischen Inseln. Er ist von Kanada über die USA bis Mexiko und Zentralamerika als Neophyt weitverbreitet. Auch in anderen subtropischen Gebieten, in Afrika, Asien, Australien und in Süd- und Westeuropa ist der Mexikanische Stachelmohn ein Neophyt.
Der Mexikanische Stachelmohn gedeiht in den südlichen USA auf trockenen Sandflächen in Höhenlagen von 0 bis 1500 Metern.

## Nutzung
Der Mexikanische Stachelmohn wird selten als Zierpflanze in Sommerblumenbeeten genutzt. Er ist seit spätestens 1592 in Kultur. 1873 wurde sie bei der Weltausstellung in Wien gezeigt. Der schweizerisch-niederländische Gartenarchitekt Evariste Mertens verwendete diese Pflanze für seine Gartenplanungen.
Der Mexikanische Stachelmohn wird als Ölpflanze genutzt. Das Öl ist aufgrund des Gehalts an Sanguinarin und Dihydrosanguinarin giftig. Es kommt immer wieder zu Vergiftungen mit teils epidemischen Ausmaßen, wenn Speiseöle – absichtlich oder unabsichtlich – mit Öl aus Mexikanischem Stachelmohnsamen verunreinigt sind.
Anfang des 20. Jahrhunderts wurde in Mexiko von chinesischen Einwanderern aus dem Milchsaft als Opiumersatz das sogenannte „Chicalote-Opium“ gewonnen.
Studienergebnisse der Universität Oxford weisen darauf hin, dass Stachelmohn zweimal täglich als Tee getrunken bei akuter Malaria vergleichbar wirksam ist wie eine Artemisinin-kombinierte Standardtherapie (ACT).

## Belege
- Eckehart J. Jäger, Friedrich Ebel, Peter Hanelt, Gerd K. Müller (Hrsg.): Rothmaler Exkursionsflora von Deutschland. Band 5: Krautige Zier- und Nutzpflanzen. Spektrum Akademischer Verlag, Berlin Heidelberg 2008, ISBN 978-3-8274-0918-8.
- Jaakko Jalas, Juha Suominen: Atlas florae europaeae. Band 9: Paeoniaceae to Capparaceae. Helsinki 1991, ISBN 951-9108-08-4, S. 55.
- Brigitte Bartha-Pichler, Theo Geiser, Markus Zuber: Teufelsfeige und Witwenblume. Historische Zierpflanzen – Geschichte, Botanik, Verwendung. Christoph Merian Verlag, Basel 2010, ISBN 978-3-85616-351-8, S. 84